# Lufbéry
Charles-Edouard Lufbery est un constructeur automobile français. L'orthographe « Lufbéry » se retrouve également dans la littérature,.

## Histoire

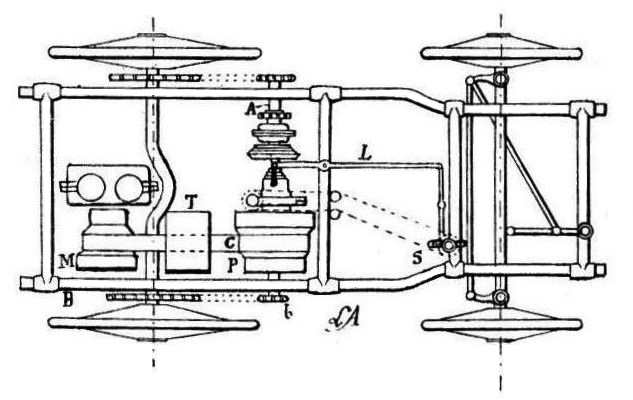
4 CV avec marche arrière (1898), vue de dessus.

Charles-Edouard Lufbery fonde l'entreprise à Chauny en 1898 pour produire des automobiles. La production prend fin en 1902.
Le premier modèle, de 1898, a une carrosserie quatre places, des roues à rayons et un moteur bicylindre Daimler développant 4 chevaux. Une particularité est la transmission à renversement de marche développée par Charles E. Lufbery, qui dispose de trois vitesses en marche avant et trois vitesses en marche arrière un peu plus lentes, utilisant un mécanisme à engrenages et à courroie. Le véhicule coûtait entre 6000 et 7000 francs.
À partir de 1900, un moteur bicylindre de 6 chevaux développé par l'entreprise est utilisé. 